# Финский нож

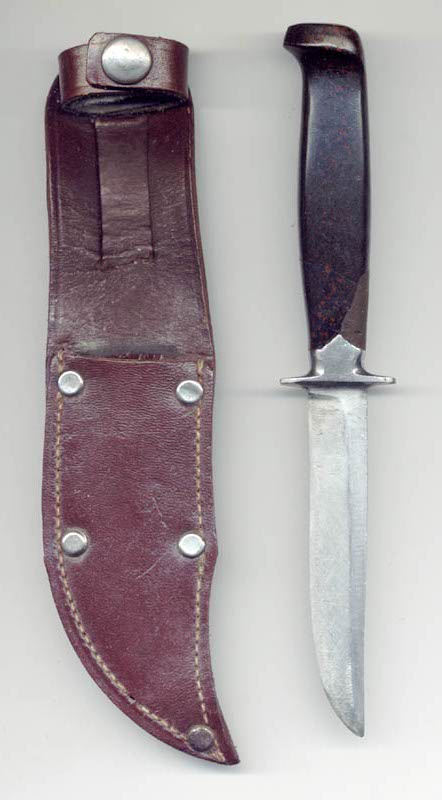
Финка. Польша

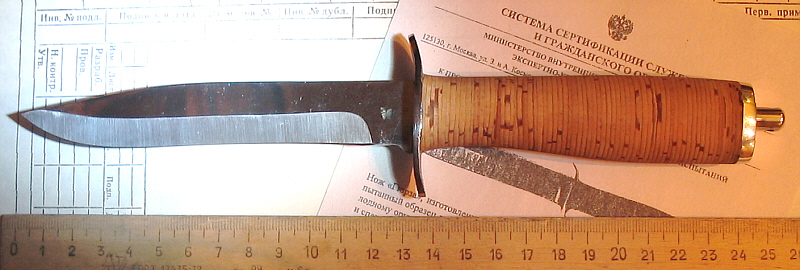
Современный нож по мотивам финки. «Гюрза», ООО «Завод складных ножей САРО», город Ворсма

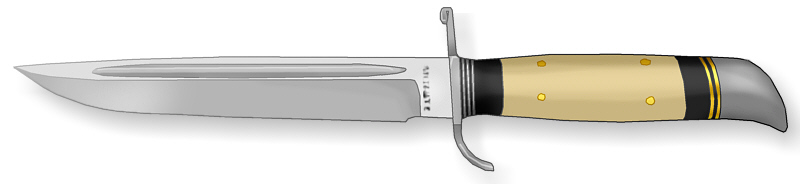
Один из вариантов «финки НКВД». Завод «Труд», посёлок Вача, 1930-е годы

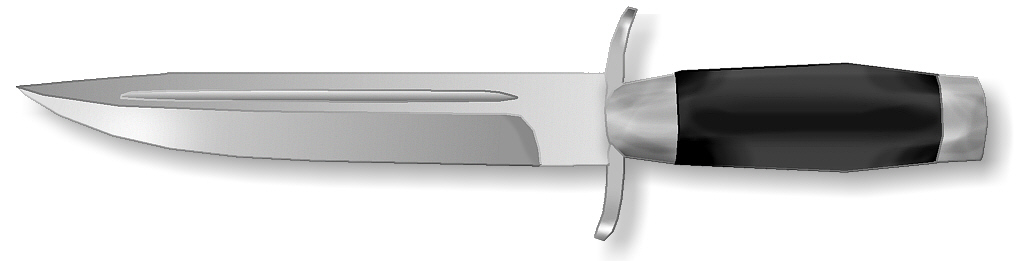
Вариант армейского ножа

Фи́нский нож (разг. «фи́нка») — особый вид ножа, получивший широкое распространение в Российской империи и СССР в первой половине XX века. Популярность ножей из Финляндии (пуукко) привела к тому, что «финским» в России стали называть практически любой нож с прямым клинком и скосом обуха («щучкой») вне зависимости от места изготовления. Особенным успехом «финки» пользовались в криминальной среде крупных городов. Ещё до революции 1917 года года оформились такие отличительные черты русского «финского» ножа, как скос обуха и долы, не являющиеся обязательными на оригинальных пу́укко. Также на многих «финках» появился чуждый для прототипа элемент — развитое перекрестие гарды.

## История
Успешное применение финскими войсками ножей пуукко во время советско-финской войны 1939—1940 годов привело к принятию на вооружение РККА «Ножа разведчика» НР-40, являющегося, по сути дела, одной из разновидностей «финок» со скосом обуха и S-образной гардой. Популярность ножа в войсках, массовое изготовление фабричными и кустарными методами разновидностей и реплик «ножа разведчика» повлекли за собой закрепление его конструкции и форм в отечественной ножевой традиции.
«Финка» всегда оставалась частью криминальной среды, её воспринимали как запрещённое холодное оружие, применяемое маргинальными элементами (в отличие от пуукко, который является прежде всего хозяйственно-бытовым инструментом). Причиной популярности «финки» в криминальной среде являлось её отличное проникающее свойство при колющем ударе. Производство «нелегальных» ножей особенно широко развернулось в местах лишения свободы, «финка» стала «зековским» ножом. В традицию вошли наборные рукояти из материалов разного цвета. Имела различные название на воровском жаргоне: «кишкопра́в», «ле́звие», «приблу́да», «финя́к», «ду́нька» (финский нож небольшого размера). В просторечном русском языке «финка» часто обозначала любой нож криминального происхождения.
При отсутствии гарды у классической финки она, тем не менее, надёжно удерживаема в руке, так как упирается основанием рукояти в ладонь — это так называемый «финский хват».
Согласно Постановлению ЦИК и СНК Автономной Карельской АССР от 14 мая 1935 г., на территории республики разрешалось ношение финского ножа как составляющего национального одеяния.
Незаконность финских ножей была закреплена в Уголовном Кодексе РСФСР с 1935:

Запретить изготовление, хранение, сбыт и ношение кинжалов, финских ножей и тому подобного холодного оружия без разрешения НКВД в установленном порядке.
— Статья 182
Из перечня заведомо запрещённых видов холодного оружия финский нож был выведен по рекомендации экспертов только в 1996 году постановлением № 5 пленума верховного суда РФ, но может быть в любой момент признан таковым после экспертизы.
Новый интерес к традиционным русским «финским» ножам появился у производителей на рубеже XX—XXI веков, маркетинговые поиски удачного бренда привели к появлению многочисленных упоминаний финок и их реминисценциям в современных изделиях.

## Упоминания
…И тебе в вечернем синем мраке

Часто видится одно и то ж:

Будто кто-то мне в кабацкой драке

Саданул под сердце финский нож…
— Сергей Есенин. Письмо матери. (1924 г.)

В конце концов люди больше всего пугаются непонятного. Я сам когда-то был мистиком-одиночкой и дошёл до такого состояния, что меня можно было испугать простым финским ножом. Да, да.
— И. Ильф, Е. Петров. «Золотой телёнок». (1931 г.)

Так поражает молния, так поражает финский нож!
— Михаил Булгаков. «Мастер и Маргарита» (1929—1940 гг.)

Особая рота — особый почёт для сапёра.

Не прыгайте с финкой на спину мою из ветвей.

Напрасно стараться, я и с перерезанным горлом

Увижу сегодня рассвет до развязки своей…
— Владимир Высоцкий, «Чёрные бушлаты»

Нинка, как картинка,

С фраером гребёт.

Дай мне, Керя, финку,

Я пойду вперёд.
— Александр Розенбаум, «Нинка»

Свобода же в том, чтоб стать абсолютно нищим —

Без преданной острой финки за голенищем,

Двух граммов под днищем,

Козыря в рукаве.
— Вера Полозкова, «Свобода»

Он спокойно вошёл на эстраду,

И мгновенно он был поражён

Гипнотическим опытным взглядом,

Словно финским точёным ножом.
— Александр Башлачёв, «Грибоедовский вальс»

Я люблю с оттягом саблей дать по морде

С подтишка в лопатку кинуть Финский нож

Я такая сволочь, я крутой и гордый, 

Я на анархиста просто всём похож. 
— Монгол Шуудан, "Не моя забота"